# Ośrodek Zapasowy Artylerii Lekkiej nr 4
Ośrodek Zapasowy Artylerii Lekkiej Nr 4 – oddział artylerii Wojska Polskiego II RP z okresu kampanii wrześniowej.
Ośrodek Zapasowy Artylerii Lekkiej nr 4 nie występował w pokojowej organizacji Wojska Polskiego. Był jednostką formowaną zgodnie z planem mobilizacyjnym „W” w Łodzi, w II rzucie mobilizacji powszechnej, w czasie X+6. Jednostką mobilizującą był 10 pułk artylerii lekkiej.

## Historia i formowanie
W ramach mobilizacji powszechnej w jej II rzucie z kadry i nadwyżek rezerwistów oraz żołnierzy służby czynnej: 10 pułku artylerii lekkiej, 7 pułku artylerii lekkiej, 26 pułku artylerii lekkiej, miał być zmobilizowany Ośrodek Zapasowy Artylerii Lekkiej nr 4. Ośrodek ten miał za zadanie przeszkolenie uzupełnień i formowanie baterii marszowych drugiej serii, dla jednostek zmobilizowanych przez 7, 10 i 26 pal.
Etat OZAL nr 4 według planu mobilizacyjnego przewidywał:
- dowództwa ośrodka zapasowego
- bateria gospodarcza
- 1 bateria armat typu A
- 2 bateria armat typu A
- 1 bateria haubic typu A
- 1 bateria armat typu B
- 2 bateria armat typu B
- 1 bateria haubic typu B
- bateria łączności[2].

Dowódcą ośrodka został mianowany ppłk Kazimierz Świderski. Zgodnie z planem ośrodek miał być formowany w oparciu o nadwyżki kadry i rezerwistów pozostałe po zmobilizowaniu pułków artylerii lekkiej i innych pododdziałów przez nich zmobilizowanych, stacjonujących na terenie Okręgu Korpusu nr IV. Sprzęt i uzbrojenie dla formowanego ośrodka miał być z zasobów 10, 7 i 26 pal, a także zdeponowane w Łodzi dla potrzeb mobilizacji ośrodka. Stan osobowy ośrodka miały stanowić Oddziały Zbierania Nadwyżek 7, 10, 26 pal. W Łodzi i w Skierniewicach z uwagi na równoległy termin mobilizacji 54 pułk artylerii lekkiej, przez 10 i 26 pal organizacja i mobilizacja ośrodka napotkała trudności. 
Po zakończeniu mobilizacji w koszarach 7 pal w Częstochowie pozostały nadwyżki osobowe, konie i wozy konne. Dowództwo objął kpt. Włodzimierz Wodzinowski, zastępcą został kpt. Józef Mularczyk. 30 sierpnia OZN 7 pal w sile ok. 200 żołnierzy, ok. 180 koni i kilkudziesięciu wozów pomaszerował do Ośrodka Zapasowego Artylerii Lekkiej nr 4 w Łodzi. Maszerowano poprzez Radomsko, Bełchatów do Chojny koło Łodzi, gdzie dołączono do ośrodka. Zgodnie z rozkazem Ministra Spraw Wojskowych formowanie jednostek II rzutu mobilizacji powszechnej zostało przyspieszone. 2 września rozpoczęto mobilizowanie dywizjonów 54 pal. Garnizon w Łodzi jako miejsce mobilizacji  ośrodka stało się 5 września miastem przyfrontowym. Zarządzono ewakuację wszystkich jednostek formowanych niezależnie od stopnia ukompletowania. Z uwagi na ewakuację Łodzi organizowanie i tworzenie baterii marszowych i OZAL nr 4 nie zostało ukończone. Dołączyły prawdopodobnie do OZAL nr 4 pozostałe OZN 7 pal i OZN 26 pal, które razem z ośrodkiem marszem pieszym zostały skierowane na wschód kraju.  

## Działania bojowe
Nocą 5/6 września 1939 w związku z ewakuacją garnizonu łódzkiego, OZAL nr 4 podjął marsz w kierunku Warszawy przez: Brzeziny, Stryków i Skierniewice. Warszawę osiągnął 8 września. Prawdopodobnie do ośrodka w Skierniewicach podczas marszu dołączył OZN 26 pal. W Warszawie ośrodek otrzymał rozkaz dalszego przejścia w kierunku Włodzimierza Wołyńskiego i Kowla. Prawdopodobnie za Skierniewicami, od głównej kolumny marszowej ośrodka oddzielił się OZN 7 pal pod dowództwem kpt. Włodzimierza Wodzinowskiego i podjął dalszy marsz samodzielnie przez Mszczonów, Górę Kalwarii, Garwolin, Parczew do Włodawy. Z Warszawy OZAL nr 4 przemieścił się trasą: Górzno, Garwolin, Osiny, Ryżki, Łuków, Włodawa, Korolówka. Nie jest jasne czy ośrodek osiągnął zamierzony cel marszu. Wiadomo, że uległ on częściowemu rozproszeniu w trakcie marszu. Dowódca ośrodka ppłk Kazimierz Świderski dostał się w nieznanych okolicznościach do niewoli sowieckiej w rejonie Zdołbunowa. Dowództwo nad częścią ośrodka objął ppłk Henryk Dudek dotychczasowy dowódca OZN 10 pal. 22 września dowodzona przez ppłk. Henryka Dudka pozostała część ośrodka dotarła do Małoryty i weszła w skład Dywizji „Brzoza”, późniejszej 50 Dywizji Piechoty „Brzoza” i wzięła udział w bitwie pod Kockiem. Ppłk Henryk Dudek objął stanowisko dowódcy artylerii dywizyjnej 50 DP, które sprawował do 27 września. Inna grupa żołnierzy OZAL nr 4 dołączyła do Składnicy Materiałów Intendenckich nr IV z Łodzi w Nadwornej koło Stanisławowa, w następnych dniach wycofała się przed oddziałami sowieckimi. Przekroczyła granicę węgierską na Przełęczy Tatarskiej. Rozproszone grupy dostały się do niewoli sowieckiej.     
20 września z Karolówki pod Włodawą odeszła na zachód część OZAL nr 4 (OZN 7 pal) pod dowództwem kpt. Włodzimierza Wodzinowskiego wycofując się dołączyła pod dowództwo mjr. Jana Sałęgi i pomaszerowała przez Chełm Lubelski, Dubienkę, Hrubieszów, Tyszowce, Krasnobród do rejonu Tarnogrodu. W tym rejonie część OZAL nr 4, 29 września zostały okrążone przez wojska sowieckie i dostały się do niewoli.